# 7.1声道

7.1声道示意图

7.1声道是八声道环绕声系统的通用名称，常用于家庭影院。它在更常见的六声道（5.1）音响配置基础上增加了两个额外的扬声器。与5.1声道一样一样，7.1声道的定位音频使用标准的前左、前右、中置和低频效果（低音炮）扬声器配置。然而，与将环绕声和后声道合并为两个通道的5.1系统不同，7.1环绕声系统将环绕和后声道信息分为四个独立通道，其中音效被定向到左、右环绕声道（SL和SR），以及两个后环绕声道（SBL和SBR）。
在7.1环绕声家庭影院设置中，环绕扬声器被放置在听者位置的两侧，而后扬声器则位于听者身后。 此外，随着Dolby Pro Logic IIz和DTS Neo.X的出现，7.1环绕声也可以指带有两个前高度声道（LH和RH）的布局，这两个声道位于前置声道上方，或两个前宽声道，位于前置和环绕声道之间。

## 历史

### 家庭娱乐
蓝光光碟和HD DVD家庭视频格式可提供最多八声道的无损DTS-HD Master Audio、Dolby TrueHD或未经压缩的LPCM音频，采样率为96/48kHz，位深为24/16位，或有损的Dolby Digital Plus，最高支持48kHz和1024kB/s。

### 影院
虽然一些电影已被重新混音为Blu-ray光盘上的7.1音轨，用于家庭影院，但首部采用离散式影院7.1音轨的电影是2010年的《玩具总动员3》， 随后是《舞力全开3D》。迪士尼宣布将为其未来的3D影片使用7.1环绕声。近期使用该技术的影片包括《超级大坏蛋》、《魔发奇缘》、《创：光速战记》、《糯米歐與茱麗葉》、《火星需要妈妈》、《小人国大历险》和《纳尼亚传奇：黎明行者号》。2011年，更多影片采用影院7.1音轨发行，如《雷神》、《加勒比海盗4》、《功夫熊猫2》、《超级8》、《绿灯侠》、《赛车总动员2》、《变形金刚3》、《美国队长：复仇者先锋》。2012年，泰米尔语电影《Pizza》也使用影院7.1音轨发行。以上所有影片均采用杜比7.1环绕声影院格式。

### 音乐
电子音乐的发展历史包含了多声道回放在音乐会中的应用，可谓影院“环绕声”的真正起源。在相当长的一段时间内，8声道格式成为了事实上的标准。这种标准化在很大程度上得益于专业和半专业8轨录音机的发展――最初是模拟信号录音机，后期发展为Alesis和TASCAM的专有卡带格式。然而，其扬声器配置并不传统，与影院播放系统不同，没有硬性标准。实际上，作曲家（过去如此，现在亦然）积极尝试不同扬声器布局。在这些实验中，目标并不仅仅是创建可相信的自然声场的“真实”回放，而是为了体验和理解通过改变声源和声像所带来的心理声学效果。
一些最早的现场多声道音乐会包括2009年的《Chris Botti in Boston》和2012年的《Satchurated》。